# 凤头雀嘴鹎
凤头雀嘴鹎（学名：Spizixos canifrons）为鹎科雀嘴鹎属的鸟类，俗名凤头鹦嘴鹎。分布于印度、孟加拉、缅甸、老挝、泰国、越南以及中国大陆的四川、云南等地，多见于海拔1200-2800米左右的山地阔叶林、次生稀树灌丛、草地稀树灌丛、沟谷林以及有时也见于寨边田园间。该物种的模式产地在印度阿萨姆卡因Khasi山脉和贾因提亚Jaintia山脉。